# ヨーロッパミンク
ヨーロッパミンク（Mustela lutreola）は、哺乳綱ネコ目（食肉目） イヌ亜目 イタチ科イタチ属に分類される食肉類。

## 分布
ウクライナ、スペイン北部、フランス、ルーマニア、ロシア西部

### 絶滅した分布域
エストニア、オーストリア、オランダ、カザフスタン、グルジア、クロアチア、スイス、スロバキア、セルビア、チェコ共和国、ドイツ、ハンガリー、フィンランド、ブルガリア、ベラルーシ、ポーランド、モルドバ、モンテネグロ、ラトビア、リトアニア

## 形態
体長オス28-43センチメートル、メス32-40センチメートル。尾長オス12-19センチメートル、メス13-18センチメートル。体重0.5-0.8キログラム。長い上毛とその周囲を囲む複数の下毛で全身が被われる。全身の体色は暗褐色や赤褐色。上唇は白い。
耳介は小型。指趾の間にはあまり発達しない水かきがある。
夏季は褐色の体毛で被われ、冬季は暗色の体毛で密に被われる。

## 分類
更新世に陸続きとなったベーリング海峡からユーラシア大陸に侵入したアメリカミンクから分化した種だと考えられている。
3-7亜種に分かれる。
- Mustela lutreola lutreola (Linnaeus, 1761)
- Mustela lutreola biedermani Matschie, 1912
- Mustela lutreola torovi Kuznetzov, 1939 - など

## 生態
水辺の森林やヨシ原などに生息する。夜行性。群れを形成せず単独で生活する。1-4キロメートルの水辺に沿った線状の縄張りを形成する。岩の隙間や樹洞、水辺に空いた穴などを巣穴にする。
食性は動物食で、魚類、両生類（カエル）、鳥類（カモ科）、哺乳類（ハタネズミ類、マスクラットなど）、昆虫、甲殻類などを食べる。水辺や水中で獲物を捕らえる。水中にいる獲物は水上から視覚を、地表にいる獲物は嗅覚を頼りに探す。
繁殖形態は胎生。春季に複数の異性と交尾する。妊娠期間は39-76日だが、受精卵の着床が遅滞（7-30日）する期間が含まれる。巣穴の中に羽毛などを敷き、1回に2-7頭の幼獣を産む。授乳期間は5-6週間。幼獣は生後4週間で眼が開く。寿命は7-10年。

## 人間との関係
開発による生息地の破壊、水質汚染、毛皮目的の乱獲、人為的に移入されたアメリカミンクとの競合および遺伝子汚染などにより生息数は減少している。1992年および1994年のロシアにおける生息数は25,000頭と推定されている。